# Westend (Espoo)

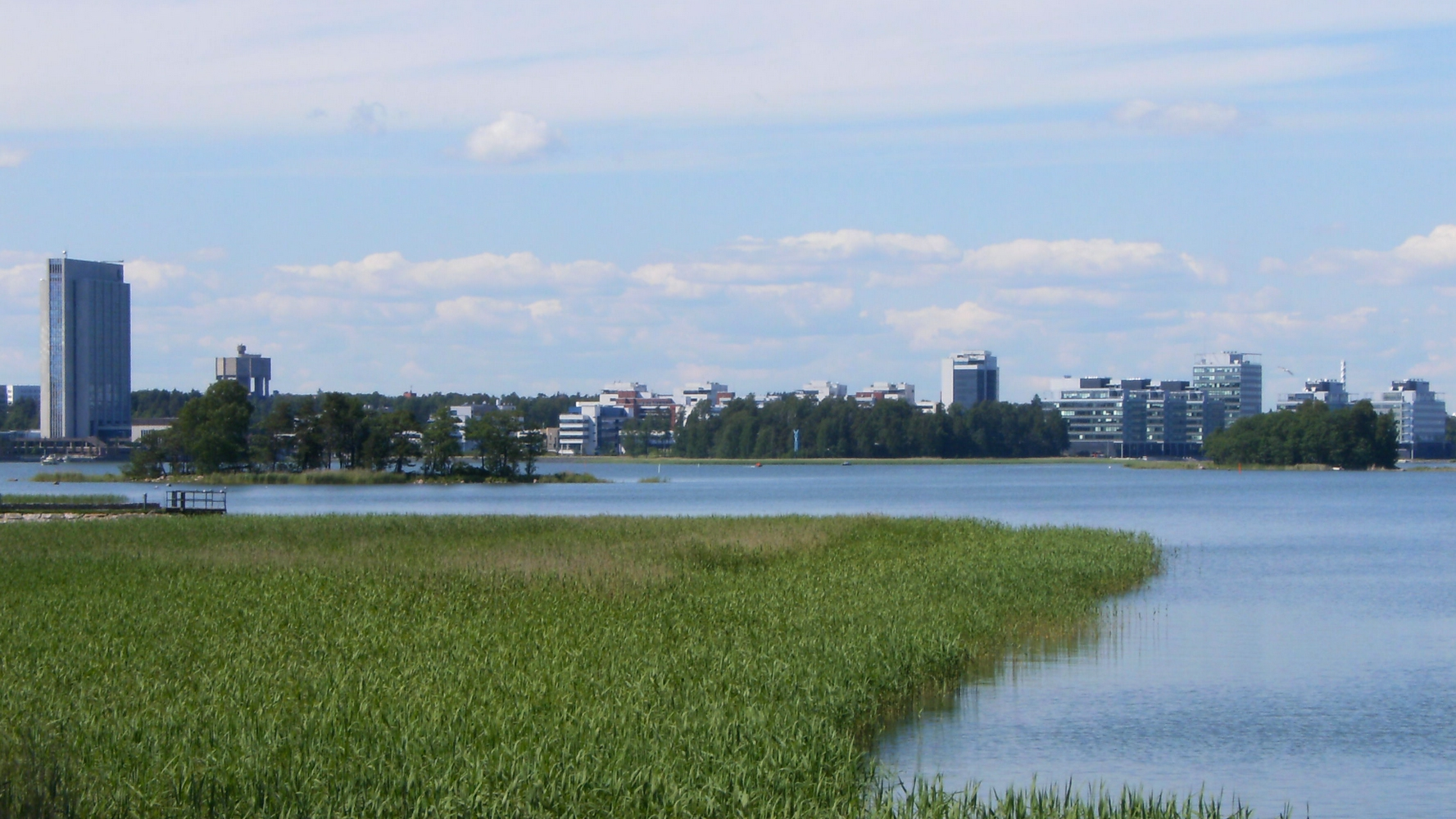
Ausblick von Westend in Richtung Keilaniemi (Stadtteil Otaniemi)

Westend ist ein Stadtteil der finnischen Stadt Espoo und liegt im Stadtbezirk (finn. suuralue) Suur-Tapiola.
Der Stadtteil grenzt an Tapiola und liegt ungefähr 10 Kilometer vom Zentrum Helsinkis entfernt. Westend ist bekannt für seine wohlhabenden Einwohner. Es gehört zu den Gebieten mit den bestverdienenden Einwohnern Finnlands.
Westend gehört zusammen mit den Stadtteilen Haukilahti, Laajalahti, Mankkaa, Niittykumpu, Otaniemi, Pohjois-Tapiola und Tapiola zum Stadtbezirk Suur-Tapiola.
Der Name des zweisprachigen Stadtteils ist schwedisch.

## Persönlichkeiten
- Jorma Ollila (* 1950), Vorsitzender des Mineralöl- und Erdgas-Unternehmens Royal Dutch Shell und bis 2006 langjähriger CEO von Nokia
- Alexander Stubb (* 1968), Politiker der Nationalen Sammlungspartei und seit dem 1. März 2024 finnischer Präsident